# Geonoma oligoclona
Geonoma oligoclona là loài thực vật có hoa thuộc họ Arecaceae. Loài này được Trail mô tả khoa học đầu tiên năm 1876.